# Latter Days
Latter Days (2003) és una pel·lícula de temàtica gai ambientada a Los Angeles (Estats Units). Explica la història de com Aaron, un missioner mormó, és seduït per Christian, un cambrer tabolaire que s'enamora d'ell. La pel·lícula, escrita i dirigida per C. Jay Cox, té com a actors principals a Steve Sandvoss com a Aaron Davis i a Wes Ramsey interpretant el paper de Christian Markelli. Altres actors com Amber Benson, Khary Payton i Jacqueline Bisset realitzen papers secundaris a la pel·lícula.
Latter Days es va estrenar en el Festival Internacional de Cinema gai i Lèsbic de Filadèlfia (Pennsilvània) el 10 de juliol de 2003. Durant els següents dotze mesos es va distribuir per tot Estats Units i va ser estrenada en alguns països, sobretot en festivals de cinema gai. Fou la primera pel·lícula que mostrava la confrontació entre els principis de l'Església Mormona i l'homosexualitat, per la qual cosa la seua exhibició als Estats Units no va ésser exempta de polèmica (diversos grups religiosos van exigir la seua retirada dels cinemes i videoclubs sota l'amenaça de boicot).
En general, la pel·lícula no va tindre una bona rebuda per part de la crítica, encara que sí dels espectadors que assistien als festivals (va ésser atorgada amb diversos premis per part del públic). L'any 2004 T. Fabris va escriure una novel·la de la pel·lícula que va ser publicada per l'editorial Alyson Publications.

## Argument
L'elder Aaron Davis (Steve Sandvoss), un jove missioner mormó de Pocatello (Idaho), rep l'ordre d'anar-se'n a Los Angeles amb uns altres tres missioners per predicar la fe mormona. Els nois s'instal·len en un bungalou al costat de l'apartament de l'obertament gai Christian Markelli (Wes Ramsey), un aspirant a actor que treballa com a cambrer al restaurant Lila's. Aquest és un restaurant de moda regentat per l'actriu retirada Lila Montagne (Jacqueline Bisset). Christian, intrigat pels seus veïns nous i sobris, aposta cinquanta dòlars als seus cínics companys de treball a què és capaç de seduir un d'ells. Prompte s'adona que Aaron, el missioner més inexpert, és un homosexual que no ha sortit de l'armari.
Aaron i Christian desenvolupen una certa confiança entre ells després d'algunes trobades en el complex d'apartaments. Quan Christian es talla accidentalment amb un tros de metall i es desmaia, Aaron el porta dins de casa i li neteja la ferida. Christian intenta aprofitar l'oportunitat per seduir Aaron i gairebé ho aconsegueix. Tanmateix, el repatani mormó s'emprenya per l'opinió despreocupada de Christian que el sexe no té per què voler dir alguna cosa. Aaron respon molest que Christian iguala el sexe amb una encaixada de mans, i després d'acusar-lo de simplista i superficial, se'n va. Preocupat per la possibilitat que Aaron tingui raó, Christian s'uneix al projecte Angel Food per repartir menjar a afectats per la sida i, a través del qual, es fa amic de Keith (Erik Palladino).
Més endavant, un dels companys missioners d'Aaron, Paul Ryder (Joseph Gordon-Levitt), té un accident de bicicleta. Aaron, en tornar afligit al seu apartament, es troba amb Christian, que tracta de reconfortar-lo amb una abraçada. Tots dos es veuen ultrapassats pels seus sentiments i acaben petonejant-se. Embriagats en el moment, no s'adonen de la tornada dels companys d'apartament d'Aaron, que ordena a Christian que se'n vagi. Aquest torna l'endemà a l'apartament dels missioners per explicar-se, però rep la notícia que Aaron ha estat enviat de tornada a casa per conducta inapropiada. Això li porta a una confrontació amb l'elder Ryder, que està enfadat perquè Christian hagi corromput un jove decent sense cap propòsit aparent. Christian adment que al principi només volia guanyar una aposta, però diu que ja no es tracta d'això.
En adonar-se que la preocupació de Christian és genuïna, Ryder li explica que Aaron ha de fer una parada de cinc hores a Salt Lake City. Christian compra un bitllet per al següent vol cap allà i hi troba Aaron, dempeus en la neu fora de la terminal. Christian li confessa el seu amor, i malgrat els seus molts dubtes, Aaron admet davant d'ell els seus propis sentiments amorosos. Christian i Aaron aprofiten la cancel·lació de tots els vols a causa d'una tempesta de neu per passar junts una tendra i íntima nit en un motel dels voltants. Tanmateix, quan Christian es desperta l'endemà, troba que Aaron ha marxat. Trist, torna a Los Angeles.
En arribar al seu poble d'Idaho, Aaron és excomunicat pels patriarques de l'església, dirigits pel seu propi pare (Jim Ortlieb), que és el bisbe de la congregació. Aaron és rebutjat pel seu pare i représ per la seua mare (Mary Kay Place), que li informa de l'aposta de cinquanta dòlars de Christian, de la qual ella s'ha assabentat a través del cap dels missioners. Desesperat, Aaron intenta suïcidar-se. Els seus pares l'envien a un centre de tractament, on rebrà una teràpia d'aversió per "guarir-lo" de la seua homosexualitat.
Christian, ansiós per trobar Aaron, aconsegueix trobar-ne l'adreça i el seu número de telèfon; però quan hi truca rep un dur cop per les paraules de la mare d'Aaron, qui li etziba que gràcies a tu, el meu fill es va tallar les venes amb una fulla d'afaitar; gràcies a tu he perdut el meu fill. Creient que Aaron és mort, Christian cercarà la casa de la família d'Aaron a Idaho i torna entre sanglots el valuós rellotge familiar d'Aaron a la seua mare. Ella s'adona llavors que, potser, ha jutjat Christian amb molta duresa però ja és massa tard per dir-li la veritat perquè Christian ja se'n va conduint el seu cotxe.
Més tard, de matinada i en el centre de tractament, Aaron veu un vídeo musical al televisor. És una cançó escrita per la companya d'apartament de Christian, Julie, que narra el dolor del seu amic per perdre Aaron. El vídeo empeny Aaron a tornar a Los Angeles a la recerca de Christian. Creient que Christian ha deixat el seu apartament, i sense cap altre lloc on anar, Aaron es dirigeix al restaurant de Lila. Per casualitat, ell ja havia travat amistat amb Lila mentre estava de missioner, encara que no sabia que era la propiètaria del restaurant en el qual treballava Christian. Christian se sorprèn molt, però també vessa llàgrimes de felicitat en veure Aaron amb vida. Amb la reconciliació, la pel·lícula acaba amb un final feliç. Al costat dels companys de feina de Christian, ambdós celebren el Dia d'acció de gràcies i contemplen un feliç futur junts.

## Desenvolupament i producció
Latter Days fa referència a l'Església de Jesucrist dels Sants dels Últims Dies o església mormona. Va ser escrita per C. Jay Cox després de l'èxit del seu anterior  guió, Sweet Home Alabama, que li va reportar els recursos financers i la credibilitat suficient de la crítica per escriure una història d'amor més personal. Cox es va basar en si mateix per crear ambdós personatges: Christian i Aaron. Ell va ser criat com a mormó i va servir en una missió abans de sortir de l'armari, i s'havia preguntat què s'hauria dit cada part de si mateix a l'altra si ambdues s'haguessin trobar alguna vegada.
Latter Days va ésser filmada en vint-i-quatre dies amb un pressupost estimat de 850.000 dòlars. Tots els fons procedien d'inversors privats que volien que la pel·lícula fos una realitat. Es va distribuir a través de la TLA Relising, una distribuïdora de cinema independent. Aquesta va aconseguir la pel·lícula a través de la seua associació amb la productora Funny Boy Films, especialitzada en productes mediàtics de temàtica gay.

## Repartiment

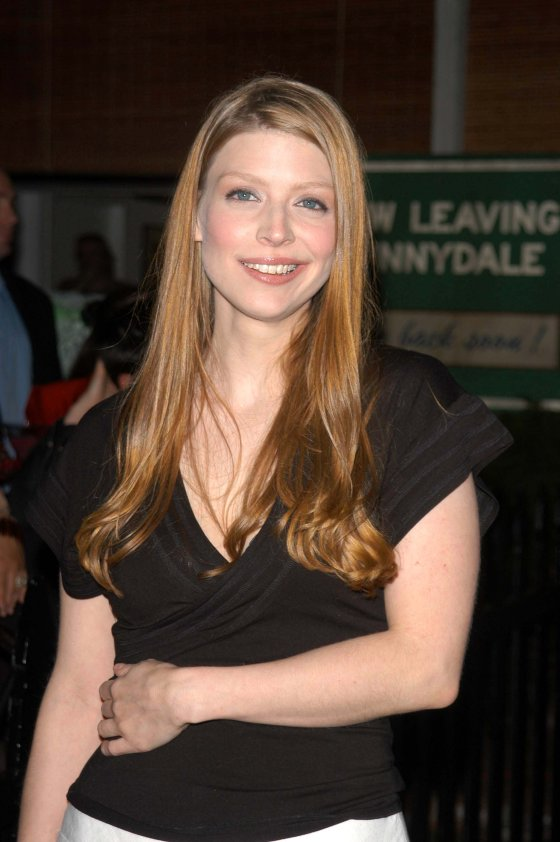
L'actriu Amber Benson és qui interpreta el personatge de Traci Levine.

- Steve Sandvoss com a Aaron Davis: Aaron és un jove mormó que s'enamora de Christian a la seua missió evangelitzadora i ha de decidir entre la seua sexualitat i la seua església. Els productors van fer proves a un gran nombre de gent abans de fitxar Sandvoss (van dir que aquest els havia deixat extasiats).[7]
- Wes Ramsey com a Christian William Markelli: un tabolaire promiscu de Los Angeles que aspira a ésser actor, Christian es qüestiona les seues idees sobre la felicitat i el sentit de la vida quan s'enamora del senzill però bondadòs Aaron, que s'ha mudat a l'apartament del costat. Ramsey va dir en els extres del DVD: el personatge de Christian em resultava intrigant en molts aspectes. Estava emocionat i em sentia molt agraït per tindre l'oportunitat de contar aquesta història a través dels seus ulls.[7]
- Rebekah Johnson com a Julie Taylor: companya d'apartament de Christian, Julie intenta triomfar al món de la música i alhora salvar Christian de si mateix.
- Amber Benson com a Traci Levine: Traci s'ha mudat de Nova York a Los Angeles per ser actriu, i treballa en Lila's per mantindre's. A Traci no li agrada viure a Los Angeles, encara que més tard admet que tampoc no li agradava gaire Nova York.
- Khary Payton com a Andrew: Andrew també aspira a ser actor, però es passa més temps en Lila's tafanejant i explicant anècdotes picants als seus companys. Porta bastant temps essent seropositiu però continua gaudint de bona salut.
- Jacqueline Bisset com a Lila Montagne: Lila és la cap de Lila's, un restaurant en el qual treballen Christian, Traci i Andrew. La seua parella està internada en l'hospital en estat terminal i ella es veu forçada a decidir si desitja desconnectar els mecanismes que el mantenen amb vida o no. Malgrat això, troba moments per ser agudament sarcàstica amb els altres personatges. La mateixa Bisset va dir: m'agrada l'humor, de manera que vaig gaudir molt interpretant tots els acudits.[7]
- Joseph Gordon-Levitt com a l'elder Paul Ryder: un jove mormó irritable i sentenciós, assignat a Aaron com a company de missió. A Ryder no l'entusiasma gaire ser a Los Angeles i encara menys tindre de veí un homosexual. Gordon-Levitt tenia previst fer la prova per al paper d'Aaron, però el seu posat agressiu unit al seu bon sentit de l'humor, van portar als  productors a decidir que seria un perfecte Ryder.[7]
- Rob McElhenney com a l'elder Harmon: Harmon és el més gran dels missioners mormons i actua com el seu líder.
- Dave Power com a l'elder Gilford: Gilford és el company de missió de Harmon.
- Erik Palladino com a Keith Griffin: Keith és un homosexual amb sida en fase terminal, enfonsant-se en la seua pròpia amargor i desesperació fins que Christian se'n fa amic. El director va dir que la interpretació d'Erik no era com se l'havia imaginat al principi, però que ara no podria imaginar una persona diferent fent de Keith.[7]
- Mary Kay Place com a la germana Gladys Davis: la mare d'Aaron, profundament religiosa, no pot acceptar el fet que el seu fill és homosexual, i a conseqüència d'això interna Aaron en un centre de tractament per "guarir-lo".
- Jim Ortlieb com al germà Farron Davis: el pare d'Aaron, que també és el president de la congregació mormona de Pocatello, excomunica Aaron de l'església després de saber que és homosexual.
- Afronta Pine com a Susan DAvis: Susan és l'única de la família Davis que accepta l'homosexualitat del seu germà. En una escena eliminada, li diu a Aaron que la seua homosexualitat no ha canviat res entre ambdós. També és la que descobreix l'intent de suïcidi d'Aaron.

## Acollida

### Crítica
Latter Days es va projectar per primera volta en el Festival Internacional de Cinema Gai i Lèsbic de Filadèlfia (Pennsilvània) el 10 de juliol de 2003. Al públic li va agradar tant la pel·lícula que es va aixecar per dedicar-li un aplaudiment. Quan els membres del repartiment van pujar a l'escenari, van rebre una altra ovació dempeus. La pel·lícula va tindre una rebuda similar tant en l'Outfest (Festival de Cinema Gai i Lèsbic de Los Angeles) una setmana després, com en el Festival Internacional de Cinema de Palm Springs. Una persona que va assistir a l'Outfest va comentar: "era tan realista que feia por. Em vaig sentir exposat. Totes les intimitats de la meua experiència i la d'altres que conec estaven escampades sense vergonya per la pantalla gran perquè tots la poguessin veure". La pel·lícula també es va projectar en els festivals de cinema de Seattle i Washington DC abans de ser distribuïda en els següents dotze mesos pels Estats Units i, més endavant, en altres països, fonamentalment en festivals de cinema gay. Cap al 2005, Latter Days havia rebut nou premis a la millor pel·lícula. A l'Estat espanyol es va projectar el 2004 als festivals de Barcelona i Madrid, amb gran èxit de públic. A Mèxic no va arribar fins al 2007.
Madstone Theaters, una cadena de cinemes de Utah, va vetar la pel·lícula per considerar que no arribava a tindre prou "qualitat artística" com per exhibida. Se suposa que aquesta companyia va ésser pressionada amb amenaces de boicot i protestes de grups conservadors perquè retirés l'estrena que ja havia estat decidida. Als Estats Units, Latter Days només va recaptar 834.685 dòlars.
Les crítiques en revistes també van ésser contradictòries: un crític va escriure "el  guió de Cox, encara que incorre ocasionalment en aquest tipus de clixés endèmics en tants films de temàtica homosexual, en general tracta el seu inusual contingut amb dignitat i complexitat". El famós crític nord-americà Roger Ebert li va donar dues estrelles i mitja, justificades perquè "la pel·lícula podia haver estat o bé una història d'amor gai o bé un atac a l'església mormona, però resulta una barreja desmanyotada en intentar ser ambdues coses a la vegada". També hi ha crítiques positives, com la que qualificava Latter Days com "la pel·lícula més important sobre homes gais dels darrers anys". El periòdic Los Angeles Times també la va valorar positivament dient:"a la vegada romàntica, terrena i socialment crítica, Latter Days' és una pel·lícula dinàmica plena d'humor i dolor". La mitjana de la crítica nord-americana, segons el lloc de valoracions www.Rottentomatoes.com, és de 5,4 sobre 10; tanmateix, la mitjana de les crítiques dels usuaris és de 7 sobre 10, la qual cosa també ocorre en altres llocs com a www.filmaffinity.com (7,3 sobre 10). Això fa palès la popularitat de la pel·lícula entre els espectadors.

### Premis
| Any  | Festival                                                     | Premi            | Categoria            |
| ---- | ------------------------------------------------------------ | ---------------- | -------------------- |
| 2003 | Festival de Cinema Gai i Lèsbic de Los Angeles               | Premi del Públic | Millor Opera Prima   |
| 2003 | Festival de Cinema Gai i Lèsbic de Filadèlfia (Pennsilvània) | Premi del Públic | Millor pel·lícula    |
| 2004 | Festival de Cinema i Vídeo Gai i Lèsbic de Toronto           | Premi del Públic | Millor pel·lícula    |
| 2004 | Festival de Cinema Gai i Lèsbic de Madrid                    | Premi del Públic | Millor llargmetratge |

## Temes
El director C. Jay Cox va declarar que la pel·lícula tracta, abans que res, d'una història d'amor entre dos personatges. També s'hi exploren les actituds de les religions cap a l'homosexualitat, i el dilema dels homosexuals religiosos, dividits entre allò que són i allò en què creuen. Un altre llargmetratge sobre temes similars, que s'ha comparat a Latter Days, és Trembling Before G-d, un documental sobre jueus homosexuals.
Cox també va dir que és una gran ironia, tant a la pel·lícula com en la vida real, que una religió tan centrada en la família i la seua importància estigui destrossant famílies a través dels seus ensenyaments sobre l'homosexualitat. De fet, Cox pensa que hom no pot ésser a la vegada mormó i homosexual. Tanmateix, un dels temes principals de Latter Days és que hi ha una espiritualitat subjacent al món que va més enllà dels rituals i dogmes d'una religió. Això s'il·lustra particularment mitjançant l'escena en la qual, després d'un dia sencer fent trucades, Christian finalment localitza el número de telèfon d'Aaron i l'escriu al seu quadern, per descobrir després que ja l'havia gargotejat distret a la pàgina anterior.

## Banda sonora
Eric Allaman va enregistrar la banda sonora de la pel·lícula després que el rodatge finalitzés, i va compondre ell mateix gran part de la música. Diverses escenes en les quals es mostra un pas ràpid del temps, com la recerca desesperada d'Aaron per part de Christian a l'aeroport de Salt Lake City, van ésser il·lustrades amb rítmiques peces d'estil techno, mentre que a les escenes amb contingut emotiu van ser amanides amb música electrònica suau. C. Jay Cox va escriure un total de tres cançons perquè les cantés Julie: Another Beautiful Day, More i Tuesday 3 AM. Allaman es va mostrar molt impressionat amb l'habilitat musical de Jay Cox, i ambdós van compondre junts més cançons, que serien usades com a música ambiental.
L'àlbum de la banda sonora va eixir a la venda als Estats Units el 26 d'octubre de 2004. Per raons de contracte, Rebekah Johnson (Julie) no hi va aparèixer, i les cançons del seu personatge les va interpretar al seu lloc Nita Whitaker. De totes maneres, es pot gaudir de la veu de Rebekah Johnson en els extres del DVD, on apareixen vídeos musicals amb els enregistraments extrets de la pel·lícula on Julie cantava.

## Novelització i altres publicacions
El 2004, T. Fabris va adaptar el  guió de Latter Days per escriure una novel·la, editada per Alyson Publications i posteriorment traduïda a l'Estat espanyol per l'editorial Egales sota el títol Últimos Días. El llibre era fidel a la pel·lícula, però afegia algunes escenes addicionals que explicaven aspectes confusos de la mateixa i aportaven més informació sobre el passat dels personatges. Per exemple, la raó per la qual Ryder li diu a Christian on pot trobar Aaron és que se li va trencar el cor quan es va enamorar d'una noia mentre s'estava entrenant com a missioner. La novel·la també va incloure seqüències de diàlegs que s'havien eliminat de la pel·lícula.
A França, Latter Days va rebre el títol de La Tentation d'Aaron (La temptació d'Aaron), i la portada del DVD mostrava una imatge d'Aaron nu en una posa suggestiva. També es va fer públic un nou tràiler, amb prou més contingut sexual que l'original.